# Александруполіс
Александру́поліс або Дедеагач (грец. Αλεξανδρούπολη, тур. Dedeağaç, болг. і мак. Дедеагач) — місто на північному сході Греції, в області Фракія, на узбережжі Егейського моря та поблизу гирла річки Мариці. Столиця ному Еврос, порт. Місто обслуговує Міжнародний аеропорт Александруполіс. Населення 52 720 осіб.

## Історія
Згідно зі свідченнями Плутарха, місто засноване 334 року до н. е. Александром Македонським та носить його ім'я, дослівно Александрове місто. За часів турецького панування місто називалось Дедеагачем. У незалежній Греції місто було перейменоване на Александруполіс.

## Визначні місця
- Символ міста — маяк, побудований 1880 року.
- Кафедральний собор Святого Миколая.
- Музей релігійного мистецтва.
- Археологічна колекція у будові старої мерії.
- Печера Циклопа за 12 км від міста.

## Населення
| Рік  | Місто  | Муніципалітет |
| ---- | ------ | ------------- |
| 1981 | 35 999 | —             |
| 1991 | 37 904 | 41 860        |
| 2001 | 48 885 | 52 720        |

## Персоналії
- Янніс Ксантуліс — новогрецький прозаїк, журналіст і драматург[3].
- Хрисопії Деветзі — грецька спортсменка, легкоатлет, призерка Олімпіад.